# 玉成里 (臺南市)

台南市七股區玉成里

玉成里，中華民國臺南市七股區的一個里，北以篤加里為界，東以大埕里為界，西以龍山里為界，南以七股里為界，面積3.1平方公里。

## 機關
- 台南市政府警察局佳里分局七股分駐所[2]

## 主要幹道

### 省道
- 台17線

### 市道
- 市道176號

### 鄉道
- 南34線

## 主要聚落
- 六成（玉成）
- 五股仔
- 新菜市仔
- 農場寮仔